# اسکندر کوتی
اسکندر کوتی (متولد ٧ تیر ١٣٣٢، اهواز) گزارشگر، مجری و تهیه‌کننده برنامه‌های ورزشی صدا و سیمای جمهوری اسلامی ایران بود. وی تهیه‌کننده چندین برنامه تلویزیونی از قبیل جنگ فوتبال اروپا بود. وی در سریال معمای شاه نیز نقش شهید مفتح را ایفا کرده‌است.
اسکندر کوتی در بازی معروف دو تیم ایران و عربستان در مقدماتی جام جهانی ۱۹۹۸ فرانسه که در ورزشگاه آزادی برگزار شد پس از اعلام ضربه پنالتی به سود ایران با خطا روی علیرضا منصوریان با گفتن چندین باره الله اکبر موجب شگفتی بینندگان شد و تا مدت‌ها از این حرکت او به عنوان یک سوتی یاد می‌شد، البته کریم باقری نتوانست ضربه پنالتی را تبدیل به گل کند، هر چند در گفتگو با خبرگزاری فارس او گفت این اقدام را برای خالی کردن احساسات خود انجام داده‌است.
همچنین وی در دوران کاری خود در رادیو اولین فردی بود که پیغام آزادسازی خرمشهر را در رادیو داد.